# Международная комиссия блокады
Международная комиссия блокады (англ. International Blockade Commission) — специальный орган созданный Советом Лиги Наций 21 февраля 1921 года, целью которого было изучение положений закрепленных в статье 16 Устава Лиги Наций и их разъяснение.
Идея о необходимости создания подкомитета для толкования положений предусмотренных Уставом Лиги Наций относительно правового основания и последствий введения принудительных мер (санкций), была озвучена впервые на первом заседании Ассамблеи Лиги в сентябре 1920 года.
Планировалось, что комиссия будет состоять из равного числа членов Совета и Ассамблеи Лиги Наций.
Однако со временем было решено, что туда войдут 11 человек в личном качестве. Председателем комиссии был назначен представитель Великобритании.
Результатом работы международной комиссии блокады стал доклад 29 августа 1921 года, на основе которого были приняты 19 резолюций Ассамблеи 1921 года, которые являются наиболее развернутым толкованием статьи 16-й Устава Лиги Наций.
Однако, по замечанию Д. Борисова, все попытки толкования статьи 16 Устава Лиги Наций вносили в проблему санкции ещё большую неясность.
Статья 16 Устава Лиги Наций предусматривала:

Если Член Лиги прибегает к войне, в противность обязательствам, принятым в статьях 12, 13 или 15, то он ipso facto рассматривается, как совершивший акт войны против всех других Членов Лиги. Последние обязуются немедленно порвать с ним все торговые или финансовые отношения, запретить все сношения между своими гражданами и гражданами государства, нарушившего Статут, и прекратить всякие финансовые, торговые или личные сношения между гражданами этого государства и гражданами всякого другого государства, является ли оно Членом Лиги или нет.
В этом случае Совет обязан предложить различным заинтересованным Правительствам тот численный состав военной, морской или воздушной силы, посредством которого члены Лиги будут, по принадлежности, участвовать в вооруженных силах, предназначенных для поддержания уважения к обязательствам Лиги.
Члены Лиги соглашаются, кроме того, оказывать друг другу взаимную поддержку при применении экономических и финансовых мер, которые должны быть приняты в силу настоящей статьи, чтобы сократить до минимума могущие проистечь из них потери и неудобства. Они, равным образом, оказывают взаимную поддержку для противодействия всякой специальной мере, направленной против одного из них государством, нарушившим Статут. Они принимают необходимые постановления для облегчения прохода через их территорию сил всякого Члена Лиги, участвующего в общем действии для поддержания уважения к обязательствам Лиги.
Может быть исключен из Лиги всякий Член, оказавшийся виновным в нарушении одного из обязательств, вытекающих из Статута. Исключение выносится голосами всех остальных Членов Лиги, представленных в Совете.